# Adoretus cardoni
Adoretus cardoni är en skalbaggsart som beskrevs av Brenske 1893. Adoretus cardoni ingår i släktet Adoretus och familjen Rutelidae. Inga underarter finns listade i Catalogue of Life.